# Dani&Flo con Lara Álvarez
Dani & Flo (abreviado como Dani&Flo o D&F, más tarde conocido como Dani & Flo con Lara Álvarez) fue un programa de humor presentado por Dani Martínez, Florentino Fernández y Lara Álvarez. Se emitió en Cuatro entre el 27 de febrero de 2017 y el 2 de febrero de 2018.

## Formato
7 años después de Tonterías las justas, Florentino Fernández y Dani Martínez analizan cada tarde lo más relevante del mundo de la política, la sociedad, la televisión, los deportes y la cultura desde un punto de vista humorístico.

## Historia
El 27 de febrero de 2017, empieza el formato a emitirse en Cuatro a las 15:45. Aunque su éxito es relativo, el 19 de julio celebra su emisión número 100 y el 4 de septiembre, en su programa 132, el programa da la bienvenida a Lara Álvarez como azafata del programa junto a Dani y Flo.
Por otro lado, el 12 de diciembre, tras el estreno del programa Singles XD con Nuria Roca, el programa pasa a emitirse en un nuevo horario, tras la finalización del anterior emitiendo a las 17:00 horas. Con este cambio de horario, el programa se mueve en cifras en torno al 1 o 2% de cuota, bajando entre 3 y 4 puntos, donde no supera la media de la cadena. Así, debido a las bajas audiencias de ambos programas, el 26 de diciembre de 2017, vuelve a cambiar su horario habitual emitiéndose a las 18:10.
Días después, el 2 de enero de 2018, y tras la cancelación de Singles XD, el programa vuelve a adelantar su horario y regresa a las 16:15. Sin embargo, este no es el último cambio, pues la llegada de Mujeres y hombres y viceversa a Cuatro el 24 de enero de 2018 hace que Dani & Flo pase a emitirse de 17:00 a 18:10.
El 29 de enero, tras sus bajas audiencias en la sobremesa de Cuatro, el grupo Mediaset España anuncia la cancelación del espacio, emitiendo su último programa el 2 de febrero de 2018.

## Equipo del programa

### Presentadores
- (2017-2018)  Dani Martínez.
- (2017-2018)  Florentino Fernández.
- (2017-2018)  Lara Álvarez.

### Colaboradores
- (2017-2018) Antonio Jimeno.
- (2017-2018) Cristina Plaza.
- (2017-2018) Javier Abascal.
- (2017-2018) María Gómez.
- (2017-2018) Miguel Martín.
- (2017-2018) Nacho García.
- (2017-2018) Eduardo Aldán.

### Antiguos colaboradores
- (2017) Cristina Urgel.
- (2017) Cristina Boscá.
- (2017) Marc Giró.
- (2017) Vanesa Romero.
- (2017) Virginia Riezu.
- (2017) Alberto Alonso.
- (2017) Josemi Rodríguez-Sieiro.
- (2017) Marta Critikian.
- (2017) Maya Murofushi.
- (2017) Sergio Fernández.

## Otras secciones
- InternacioMal
- Grandes estrenos Dani & Flo
- Daniflorizador
- Tu imitación estrella
- 5 segundos
- El refrito
- Pablo Pablete
- Usted no sabe con quién está hablando
- Deletredo
- Chiqui pensamientos filosóficos
- Tontimer Weber

## Invitados
Han sido muchos los invitados que han pasado por el programa, algunos como invitados y otros participando en la sección "Usted no sabe con quien está hablando".Estos son algunos de ellos:
- Carlos Sobera
- Edurne
- Sweet California
- Santiago Segura
- Morat
- Manel Navarro
- Rosario Flores
- Lolita Flores
- Daddy Yankee
- Alberto Garzón
- Gabriel Rufián
- Jesús Calleja
- Boris Izaguirre
- King África
- Rudy Fernández
- Jorge Javier Vázquez
- Esperanza Gracia
- Carlota Corredera
- Maxi Iglesias
- Mariano Peña
- Vetusta Morla
- Risto Mejide

## Programas especiales
Temporada 1
Programa 100 (19 de julio 2017)
Sergio Fernández prepara una tarta especial para celebrar el programa 100.Además, Dani Martínez y Alberto Garzón se echan un FIFA y María Barranco, Pepón Nieto y Canco Rodríguez presentan su nuevo proyecto.
Programa 200 (15 de Diciembre 2017)
Las noticias son las que son. Salvo en ‘Dani & Flo’, donde pueden ser cualquier cosa que se les pase por la cabeza al trío de presentadores más loco de la televisión. Para intentar poner un poco de cordura, Carme Chaparro y Javier Ruiz, presentadores de Noticias Cuatro y 'Las Mañanas de Cuatro' se pasarán por el programa para celebrar junto a ellos su programa 200 y reinterpretar, a su experta y rigurosa manera, el célebre ‘Antisumario con las noticias de las que no vamos a hablar’. Todos los colaboradores habituales del programa estarán en plató para festejar la efeméride. Entre otros muchos contenidos, Dani Martínez recreará en emojis una de las canciones más románticas de las últimas décadas, ‘No puedo vivir sin ti’, de Los Ronaldos, Javier Abascal caerá víctima de su propia broma en un ‘Te plantas’ y Lara Álvarez se animará a realizar por primera vez un ‘doblaje en directo’ sin saber a qué celebrity tendrá que poner voz.

## Temporadas y programas
| Temporada | Temporada | Programas | Estreno                 | Final                   | Espectadores | Cuota |
| --------- | --------- | --------- | ----------------------- | ----------------------- | ------------ | ----- |
|           | 1         | 131       | 27 de febrero de 2017   | 1 de septiembre de 2017 | 399.500      | -     |
|           | 2         | 102       | 4 de septiembre de 2017 | 2 de febrero de 2018    | -            | -     |
| Total     | Total     | 233       | 2017                    | 2018                    | -            | -     |